# Isla Genovesa

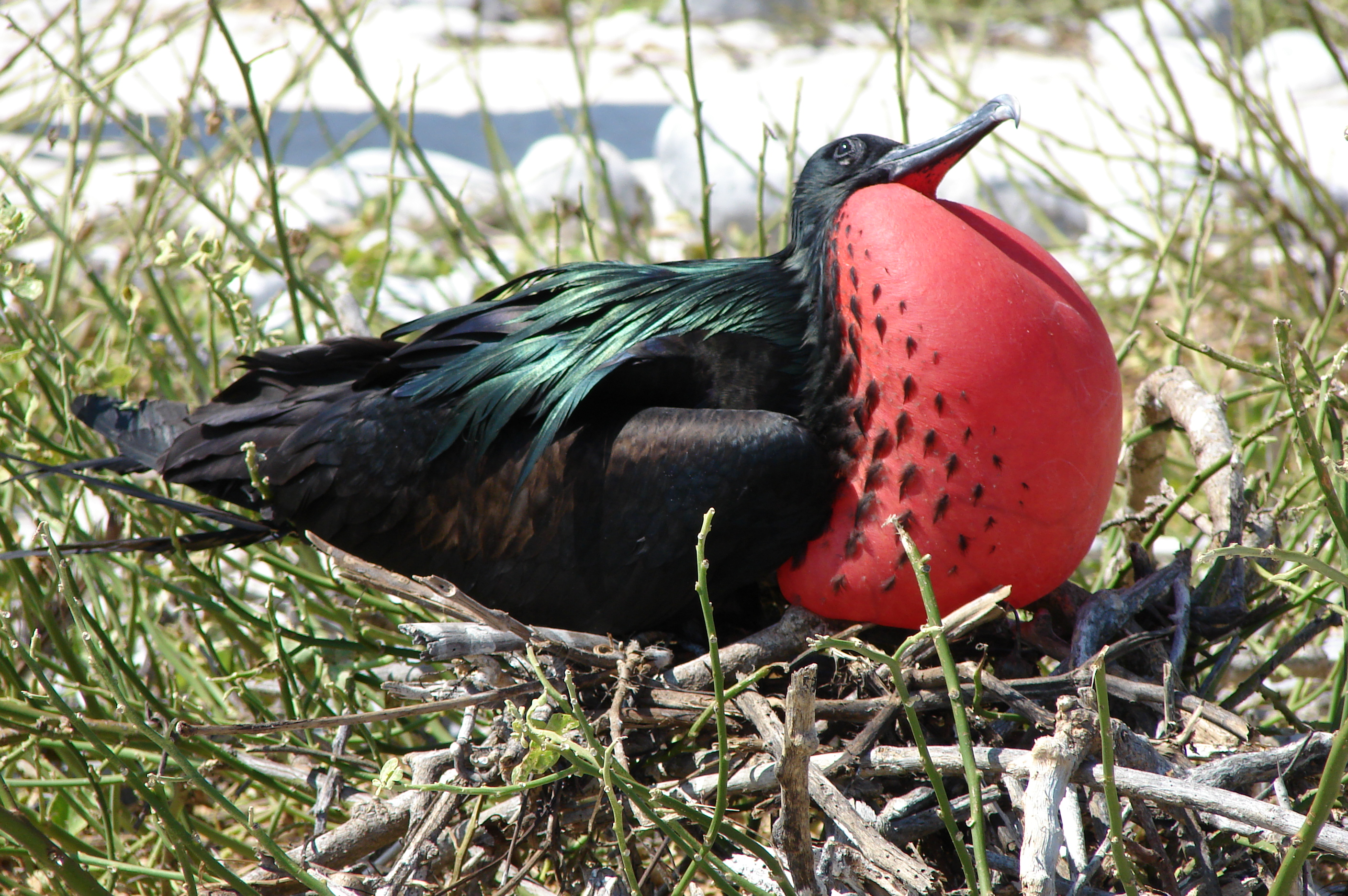
Ave Fragata (Fregata minor) en la Isla Genovesa

La isla Genovesa (también conocida antes como Tower), es una isla ecuatoriana ubicada en el océano Pacífico que forma parte del archipiélago de las islas Galápagos.
La forma de la isla es de herradura y dispone de una caldera volcánica, cuya pared se ha derrumbado. La formación de la gran bahía de Darwin está rodeada de acantilados. El lago Arturo, lleno de agua salada, se encuentra en el centro, y los sedimentos dentro de este lago de cráter son de menos de 6.000 años de antigüedad. Aunque no se conocen erupciones históricas en Genovesa, hay flujos de lava muy joven en los flancos del volcán.
En bahía Darwin hay la posibilidad de que cualquiera practique buceo a lo largo de la pared interna o que vaya a la pared exterior, que es menos protegida. Otra posibilidad es la de buceo desde el exterior del volcán a través del canal en la caldera.
Su nombre le fue asignado en honor a la ciudad de Génova (actual Italia), que se dice que fue el lugar de nacimiento de Cristóbal Colón. Tiene una superficie de 14 km² y una altitud máxima de 76 metros. Esta isla está constituida por los restos de un gran cráter sumergido. Su sobrenombre de "la isla de los pájaros" se justifica por la presencia, en la bahía Darwin, de fragatas y gaviotas de cola bifurcada, que son las únicas de su especie que tienen hábitos de caza nocturnos. También se pueden observar piqueros de patas rojas, golondrinas, gaviotas de lava, pájaros tropicales, palomas, petreles y pinzones de Darwin. El sitio denominado "El Barranco" constituye una magnífica meseta para observación de aves, especialmente los piqueros enmascarados y de patas rojas. También hay un gran bosque de palo santo.